# Серодіагностика
Серодіагностика (від лат serum — сироватка) — один із методів та принципів імунодіагностики, що розпізнає головним чином інфекційні захворювання за допомогою серологічних реакцій, що базуються на реакції «антиген — антитіло». Їх використовують для визначення наявності чи концентрації антигенів чи антитіл, що містяться у сироватці крові та інших рідинах чи тканинах організму.
Серологічні реакції дозволяють виявляти: 1) невідомі антитіла в крові людини за допомогою відомих стандартних антигенів, що називаються діагностикумами (такі реакції називають реакціями серологічної діагностики); 2) невідомі антигени за допомогою відомих антитіл: стандартних гіперімунних сироваток тварин, препаратів поліклональних чи моноклональних антитіл чи Fab-фрагментів імуноглобулінів (такі реакції називають реакціями серологічної ідентифікації).
Основою серологічних лабораторних діагностичних реакцій є взаємодія «антиген-антитіло». Воно обумовлено комплементарністю антигенних детермінант і Fab-фрагментів антитіл, що реагують і утримуються разом завдяки ван-дер-ваальсовим силам, гідрогену та гідрофобним зв'язкам. Міцність зв'язку «антиген-антитіло» залежить від афінності антитіла (міцності з'єднання певної антигенної детермінанти з активним центром антитіла) та його авідності (міцності сполучення всієї молекули антитіла з антигеном, що залежить від валентності молекули імуноглобуліну та інших факторів).